# Sistema di puntamento Norden

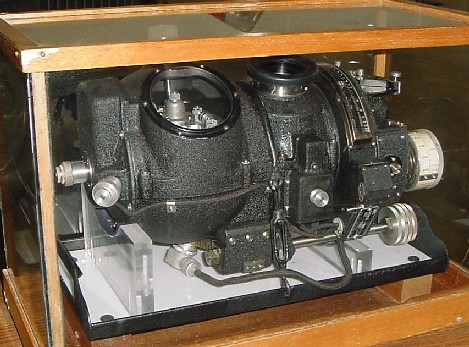
Il sistema di puntamento Norden.

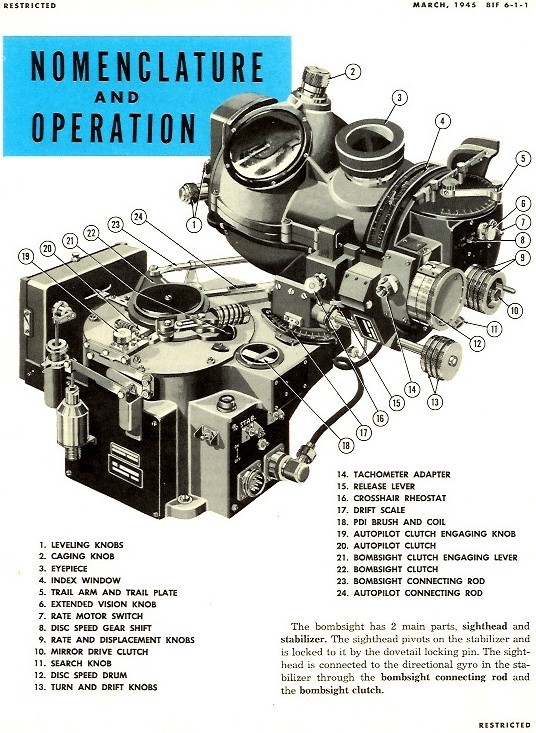
Una pagina del Bombardier's Information File (BIF) che illustra i componenti del Norden.

Il Norden è stato un computer elettro-meccanico stabilizzato giroscopicamente, utilizzato a bordo dei bombardieri dall'United States Army Air Forces nel corso della seconda guerra mondiale e successivamente dall'United States Air Force nelle guerre in Vietnam e Corea per individuare il punto esatto in cui sganciare le bombe.
Il meccanismo di funzionamento di questo apparecchio venne tenuto in gran segreto dagli Stati Uniti durante tutto il corso della seconda guerra mondiale. Nonostante ciò, Herman Lang, una spia tedesca che lavorava nell'industria in cui il Norden veniva prodotto, riuscì a consegnare alcuni progetti del macchinario all'Abwehr nel 1938. Di conseguenza, a partire dal 1942, l'industria tedesca Carl Zeiss cominciò a consegnare alla Luftwaffe apparecchi simili, denominati Lotfernrohr 7.

## Progetto ed utilizzo
Il Norden venne progettato per l'utilizzo sugli aerei della United States Navy dall'ingegnere olandese Carl Norden, che aveva studiato in Svizzera, per poi trasferirsi negli Stati Uniti nel 1904.
Il Norden veniva montato generalmente sul muso dell'aeromobile, in modo da agganciare l'obiettivo durante l'avvicinamento ad esso. Una volta agganciato il bersaglio il meccanismo interno al Norden faceva in modo che esso restasse continuamente centrato sullo stesso punto mentre l'aereo si avvicinava, tenendo conto dell'altitudine e della velocità del mezzo, in modo da segnalare il momento esatto in cui sganciare le bombe.

## Efficienza operativa

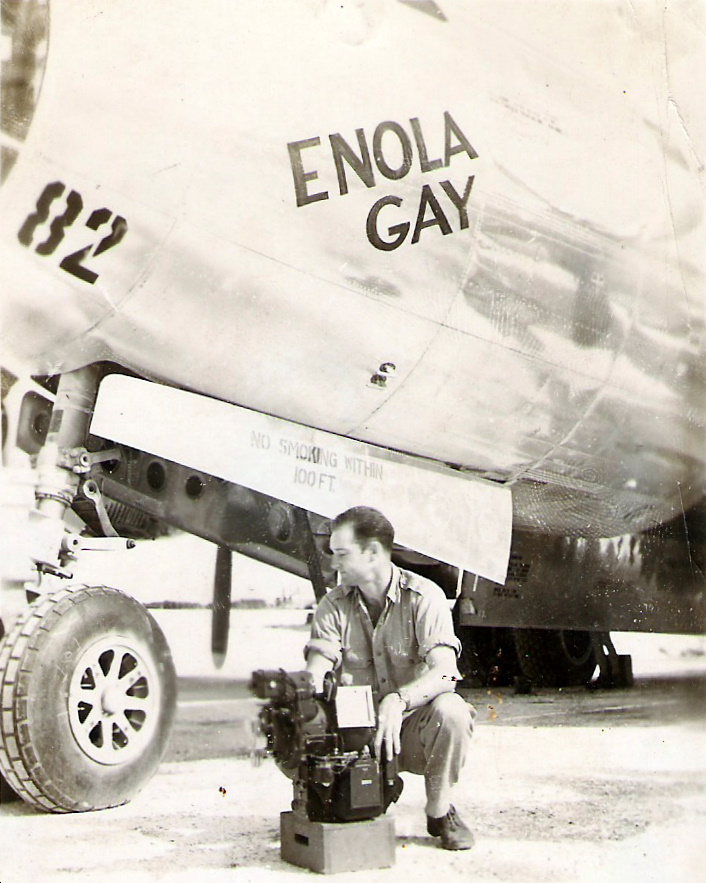
Thomas Ferebee, il pilota del bombardiere Enola Gay, fotografato con il Norden dopo lo sgancio della bomba Little Boy.

Uno dei maggiori problemi cui incappavano tutte le forze aeree durante la seconda guerra mondiale era la difficoltà di colpire una nave in movimento con i bombardieri. Per cercare di risolvere questo problema la maggior parte degli Stati belligeranti investì molte risorse nel bombardamento in picchiata e negli aerosiluranti, ma questi aerei generalmente avevano un raggio d'azione piuttosto ristretto ed erano utilizzabili soltanto se imbarcati su portaerei. Invece l'esercito statunitense puntò sul Norden montato sui bombardieri Boeing B-17 Flying Fortress, che si riteneva fossero dotati di una precisione sufficiente e potevano garantire un maggiore raggio d'azione, decollando dalle basi aeree a terra. Utilizzando il Norden questi bombardieri avrebbero potuto, teoricamente, sganciare le loro bombe in un cerchio di circa 30 metri di diametro da un'altitudine di 7 000 metri, altezza sufficiente per tenere i bombardieri lontani dal pericolo delle antiaeree imbarcate.
In realtà il Norden non riuscì a raggiungere un grado di precisione nemmeno lontanamente simile a quanto i suoi creatori si aspettavano. La Royal Air Force (RAF) fu la prima ad utilizzare i B-17 in guerra ed ottenne risultati miseri, tanto da convertire i bombardieri per altre funzioni. Anche le operazioni della United States Army Air Forces (USAAF) nel Pacifico per colpire le navi giapponesi si trasformarono generalmente in insuccessi. Infatti, nonostante siano stati dichiarati numerosi affondamenti, l'unica operazione riuscita di cui si abbia certezza avvenne durante l'invasione giapponese delle Filippine, quando venne affondato un dragamine e vennero danneggiate due navi da trasporto giapponesi. Ad ogni modo questa operazione rappresentò un'eccezione alla regola, dati i ripetuti insuccessi durante la Battaglia del Mar dei Coralli e la Battaglia delle Midway. Alla fine anche l'USAAF sostituì i B-17 con altri bombardieri.
Sopra l'Europa, le fitte nuvole rappresentavano una costante e comportarono un aggravamento della precisione del Norden, che mostrava già serie difficoltà ad operare col cielo sereno. Venne dimostrato che in Europa, con perfette condizioni atmosferiche, soltanto il 50% delle bombe sganciate esplodeva entro 400 metri dall'obiettivo selezionato col Norden; inoltre i piloti americani calcolarono che circa il 90% delle bombe sganciate non riusciva a colpire l'obiettivo.

## Sicurezza durante la guerra
Dato che il meccanismo che stava alla base del Norden era considerato un importantissimo segreto, i piloti dei bombardieri equipaggiati con questo strumento erano tenuti, durante il corso di addestramento, a prestare giuramento di difendere il macchinario con le loro stesse vite, se fosse stato necessario. Qualora il pilota avesse dovuto effettuare un atterraggio di emergenza in territorio nemico, doveva sparare alle parti più importanti del macchinario, in modo da renderlo inutilizzabile. Per assicurarsi che nessun macchinario potesse finire intatto nelle mani del nemico i piloti vennero equipaggiati con munizioni a base di termite, in grado di trasformare il Norden in un inutile ammasso di lamiere.
Con l'avanzare della guerra, il segreto del Norden venne gradualmente declassificato, fino al 1944, quando venne pubblicato uno schema del funzionamento del macchinario.

## Spionaggio

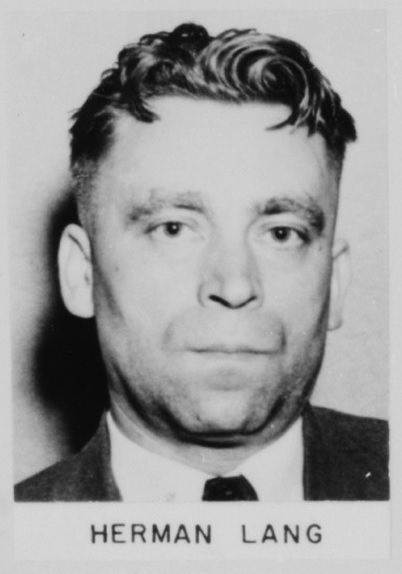
Foto segnaletica di Herman Lang

Durante un viaggio in Germania nel 1938, la spia tedesca Herman Lang conferì con le autorità militari tedesche ed insieme ad esse ricostruì i progetti del Norden, che aveva accuratamente memorizzato. Nel 1942 egli venne arrestato dall'FBI insieme ad altri 32 agenti tedeschi: venne condannato a 18 anni di carcere con l'accusa di spionaggio.